# 1361 Leuschneria
1361 Leuschneria eller 1935 QA är en asteroid i huvudbältet som upptäcktes 30 augusti 1935 av den belgiske astronomen Eugène Joseph Delporte i Uccle. Det har fått sitt namn efter den amerikanske astronomen Armin Otto Leuschner.
Asteroiden har en diameter på ungefär 29 kilometer.